# Campylopus pilifer
Campylopus pilifer är en bladmossart som beskrevs av Bridel 1819 [1818. Campylopus pilifer ingår i släktet nervmossor, och familjen Dicranaceae. Inga underarter finns listade i Catalogue of Life.